# Свартлинг, Магнус
Ма́гнус «Ма́нге» Ю́хан Сва́ртлинг (швед. Magnus «Mange» Johan Swartling; род. 19 февраля 1970, Уппсала) — шведский кёрлингист и тренер по кёрлингу.
Играл на позициях второго. Завершил карьеру игрока в декабре 2007, после чемпионата Европы.
В числе прочего, был участником мужской сборной Швеции на трёх зимних Олимпийских играх (1998, 2002, 2006).
В 2011 был тренером женской сборной Швеции на чемпионате мира 2011, где они стали чемпионами мира.

## Достижения
- Чемпионат мира по кёрлингу среди мужчин: золото (1997, 2001, 2004), серебро (1998, 2000).
- Чемпионат Европы по кёрлингу: золото (1998, 2001), серебро (2002, 2003, 2004, 2005), бронза (2000).
- Чемпионат Швеции по кёрлингу среди мужчин: золото (1993, 1997, 1998, 1999, 2000, 2001, 2002, 2003, 2004, 2005).[2]
- Чемпионат мира по кёрлингу среди юниоров: золото (1989), серебро (1988), бронза (1990).

## Команды
| Сезон   | Четвёртый      | Третий           | Второй           | Первый            | Запасной                                | Турниры                                            |
| ------- | -------------- | ---------------- | ---------------- | ----------------- | --------------------------------------- | -------------------------------------------------- |
| 1987—88 | Пейя Линдхольм | Магнус Свартлинг | Johan Hansson    | Niklas Kallerbäck |                                         | ЧМЮ 1988                                           |
| 1988—89 | Пейя Линдхольм | Магнус Свартлинг | Owe Ljungdahl    | Петер Наруп       | Johan Hansson                           | ЧМЮ 1989                                           |
| 1989—90 | Пейя Линдхольм | Магнус Свартлинг | Magnus Burman    | Петер Наруп       | Томас Нурдин                            | ЧМЮ 1990                                           |
| 1992—93 | Пейя Линдхольм | Томас Нурдин     | Магнус Свартлинг | Петер Наруп       | Эрьян Юнссон                            | ЧМ 1993 (6 место)                                  |
| 1993—94 | Пейя Линдхольм | Томас Нурдин     | Магнус Свартлинг | Петер Наруп       | Эрьян Юнссон                            | ЧЕ 1993 (5 место)                                  |
| 1994—95 | Пейя Линдхольм | Томас Нурдин     | Магнус Свартлинг | Петер Наруп       | Ян-Улов Нессен                          | ЧМ 1995 (7 место)                                  |
| 1996—97 | Пейя Линдхольм | Томас Нурдин     | Магнус Свартлинг | Петер Наруп       | Маркус Фельдт                           | ЧМ 1997                                            |
| 1997—98 | Пейя Линдхольм | Томас Нурдин     | Магнус Свартлинг | Петер Наруп       | Маркус Фельдт                           | ЧЕ 1997 (4 место), · ЗОИ 1998 (6 место), · ЧМ 1998 |
| 1998—99 | Пейя Линдхольм | Томас Нурдин     | Магнус Свартлинг | Петер Наруп       | Йоаким Карлссон                         | ЧЕ 1998                                            |
| 1999—00 | Пейя Линдхольм | Томас Нурдин     | Магнус Свартлинг | Петер Наруп       | Йоаким Карлссон (ЧЕ) Маркус Фельдт (ЧМ) | ЧЕ 1999 (6 место), · ЧМ 2000                       |
| 2000—01 | Пейя Линдхольм | Томас Нурдин     | Магнус Свартлинг | Петер Наруп       | Андерс Краупп                           | ЧЕ 2000 , · ЧМ 2001                                |
| 2001—02 | Пейя Линдхольм | Томас Нурдин     | Магнус Свартлинг | Петер Наруп       | Андерс Краупп                           | ЧЕ 2001 , · ЗОИ 2002 (4 место)                     |
| 2002—03 | Пейя Линдхольм | Томас Нурдин     | Магнус Свартлинг | Петер Наруп       | Андерс Краупп                           | ЧЕ 2002                                            |
| 2003—04 | Пейя Линдхольм | Томас Нурдин     | Магнус Свартлинг | Петер Наруп       | Андерс Краупп                           | ЧЕ 2003 , · ЧМ 2004                                |
| 2004—05 | Пейя Линдхольм | Томас Нурдин     | Магнус Свартлинг | Петер Наруп       | Андерс Краупп                           | ЧЕ 2004                                            |
| 2005—06 | Пейя Линдхольм | Томас Нурдин     | Магнус Свартлинг | Петер Наруп       | Андерс Краупп                           | ЧЕ 2005 , · ЗОИ 2006 (8 место)                     |
| 2006—07 | Пейя Линдхольм | Джеймс Драйбур   | Виктор Челль     | Андерс Эрикссон   | Магнус Свартлинг                        | ЧМ 2007 (5 место)                                  |

(скипы выделены полужирным шрифтом)

## Результаты как тренера национальных сборных
| Год  | Турнир                                       | Сборная | Место |
| ---- | -------------------------------------------- | ------- | ----- |
| 2011 | Чемпионат мира по кёрлингу среди женщин 2011 | Швеция  | 1     |

## Частная жизнь
Начал заниматься кёрлингом в 11 лет, в 1981. В кёрлинг-клуб в Эстерсунде его и его друга Петера «Пейю» Линдхольма привёл отец Магнуса, Петер Свартлинг.
По данным на 2005 год, работал программистом в компании WM Data AB в Эстерсунде.
Состоит в семейном партнёрстве. Партнёр (жен.) Мона. У них есть дочь Эмили (род. 2004).